# Naruto Shippūden: Ultimate Ninja Storm 2
Naruto Shippūden: Ultimate Ninja Storm 2, connu sous le nom de Naruto Shippūden: Narutimate Storm 2 (ＮＡＲＵＴＯ－ナルト－ 疾風伝ナルティメットストーム2) au Japon, est un jeu vidéo adapté du manga Naruto, sur PlayStation 3 et Xbox 360, développé par CyberConnect2 et édité par Namco Bandai Games, sorti en octobre 2010. La sortie européenne s'est faite légèrement avant les sorties nord-américaines et japonaise.
Les joueurs peuvent se déplacer librement dans le village de Konoha, tout comme dans Naruto: Ultimate Ninja Storm, le précédent volet de la série. Pour cet opus, Konoha a été recréé à l'échelle 1:1 ; il est donc plus grand (deux à trois fois) que le Konoha du premier opus.
Le jeu est ressorti en 2017 sur PlayStation 4, Xbox One et Microsoft Windows puis en 2018 sur Nintendo Switch dans le jeu Naruto Shippuden: Ultimate Ninja Storm Trilogy.

## Histoire
L'histoire de Naruto Shippuden: Ultimate Ninja Storm 2 débute du retour de Naruto à Konoha jusqu'au combat final contre Pain.
Elle dispose d'une version de jeu puissante et les joueurs peuvent visiter des déserts, forêts, villages, etc. Les scènes sont grandement inspirées du manga.

## Liste des personnages
Naruto Shippuden: Ultimate Ninja Storm 2 dispose de 45 personnages jouables dont chacun dispose d'un Mode d'Éveil :
- Naruto Uzumaki (Kyûbi quatre Queues, Orbe Shuriken, Ermite)
- Sakura Haruno
- Neji Hyûga
- Rock Lee
- Tenten
- Ino Yamanaka
- Shikamaru Nara
- Chôji Akimichi
- Shino Aburame
- Kiba Inuzuka
- Hinata Hyûga
- Gaara
- Saï
- Kankurô
- Temari
- Kakashi Hatake (Double Éclair Pourfendeur, Kamui)
- Gaï Maito
- Asuma Sarutobi
- Yamato
- Chiyo
- Jiraya (Sannin, 2e Guerre Ninja)
- Orochimaru (Sannin, 2e Guerre Ninja)
- Tsunade (Hokage, 2e Guerre Ninja)
- Tobi
- Itachi Uchiwa
- Kisame Hoshigaki
- Kabuto Yakushi
- Sasori
- Deidara
- Tendô
- Konan
- Hidan
- Kakuzu
- Minato Namikaze
- Sasuke Uchiwa (Hebi, Kirin, Akatsuki)
- Suigetsu Hôzuki
- Jûgo
- Karin
- Killer Bee
- Lars Alexandersson

## Nouveautés
Les nouveautés par rapport au premier opus :
- le village est animé, les figurants bougent et les décors sont faits par le Studio Pierrot ;
- contrairement au volet précédent qui proposait un mode d'exploration libre de Konoha, ce volet propose un mode d'exploration plus proche du RPG japonais ;
- les cinématiques du « Mode Histoire » sont plus animées et en plus grand nombre ;
- les scènes de combat sont quasi identiques au manga ;
- de nouveaux personnages de la saga Shippuden sont ajoutés ;
- il faut accomplir certaines missions en coopération pour les achever, comme battre Kakashi avec Sakura ;
- le mode histoire est divisé en trois parties ;
- chaque histoire se fait avec un personnage différent : Naruto - Sasuke - Jiraiya ;
- pour les matchs en ligne, il est possible de montrer son « Ninja Style » par l’intermédiaire d’un système de carte ;
- 45 personnages ;
- 23 arènes interactives ;
- un mode online avec animation et détails.

### Version de démonstration
Une version de démonstration est sortie dans la dernière semaine du mois d'août sur le Playstation Network et le Xbox Live. Tout comme la version de démonstration du premier épisode, il s'agit du combat contre Kakashi pour l'acquisition des clochettes (boss de la première partie du récit).
Dans cette version, plusieurs nouveautés peuvent déjà être observées par rapport Naruto: Ultimate Ninja Storm : la possibilité de voir l'arène être transformée en cours de combat, celle-ci présentant alors des avantages pour l'adversaire ou l'ajout du mini-jeu de rythme, déjà présent pour les créatures géantes dans le premier épisode, à d'autres types de combats.
De plus, la période de latence lors du lancement d'un ninjutsu ne peut plus être utilisé contre certaines techniques : par exemple le raikiri, sert également de bouclier impénétrable lors de sa préparation, contrairement au premier épisode.

## Arènes
Liste :
1. Village de Konoha ;
2. Village de Konoha (détruit) ;
3. Terres détruites de Konoha ;
4. Site de l’astre divin ;
5. Terrain d’exercice ;
6. Forêt de la mort ;
7. Forêt de Konoha (jour) ;
8. Forêt de Konoha (soir) ;
9. Porte du Sable ;
10. Village du Sable ;
11. Barrière à cinq sceaux ;
12. Repaire de l’Akatsuki ;
13. Repaire d’Orochimaru ;
14. Forêt des arbres morts ;
15. Repaire des Uchiwa ;
16. Forêt de la tranquillité (jour) ;
17. Forêt de la tranquillité (soir) ;
18. Forêt de la tranquillité (nuit) ;
19. Prairie herbeuse ;
20. Mont Myôboku ;
21. Village de la Pluie (haut) ;
22. Village de la Pluie (bas) ;
23. Vallée de la Fin.

## Boss
Liste :
1. Kakashi Hatake (premier boss du jeu, combat en deux temps, combat normal et combat à distance après destruction du terrain ; il affronte Naruto Uzumaki et Sakura Haruno) ;
2. Deidara (combat aérien dans Suna ; il affronte Gaara) ;
3. Sasori (combat en plusieurs temps, l'un avec la technique des cent marionnettes et combat à distance ; il affronte Sakura Haruno et Chiyo) ;
4. Orochimaru (combat près du Pont du Ciel et de la Terre ; il affronte Naruto Uzumaki en mode Kyûbi à quatre queues) ;
5. Sasuke Uchiwa (il affronte Naruto Uzumaki dans le repaire d’Orochimaru) ;
6. Kakuzu (il affronte Naruto Uzumaki dans la forêt des arbres morts) ;
7. Itachi Uchiwa (il affronte Sasuke Uchiwa dans le repaire du clan Uchiwa) ;
8. Pain (il affronte Jiraya dans le tuyaux d'Ame) ;
9. Pain (il affronte Naruto Uzumaki en mode Ermite dans les terres détruites de Konoha).